# 박병석 (1966년)
박병석(朴炳錫, 1966년 9월 25일~)은 대한민국의 제7대 울산광역시의원이며, 제4대 울산광역시 북구의원이었다.

## 학력
- 양평국민학교(폐교) 졸업
- 근덕중학교 졸업
- 근덕농업고등학교 졸업
- 한국방송통신대학교 농학과 학사 졸업

## 경력
- 현대자동차노동조합 교육위원 역임
- 현대자동차노동조합 상무 집행위원 역임
- 북구 사회단체보조금 심의위원 역임
- 북구 공동주택 지원 심의위원 역임
- 북구행복마을 운영위원장
- 신천초등학교 운영위원
- 울산 산재추방운동연합 자문위원
- 농소1동 주민자치위원회 고문
- 북구 교육경비 보조 심의위원
- 북구 지방재정 심의위원
- 2006.07~2010.06 제4대 울산광역시 북구의회 의원
- 2006.11~2006.12 제4대 울산광역시 북구의회 행정사무감사 위원
- 2007.07~2007.07 제4대 울산광역시 북구의회 행정사무감사 위원
- 2008.07~2008.07 제4대 울산광역시 북구의회 행정사무감사 위원
- 2009.07~2009.07 제4대 울산광역시 북구의회 행정사무감사 위원
- 2018.07~2022.06 제7대 울산광역시의회 의원
- 2018.07~2020.07 제7대 울산광역시의회 전반기 산업건설위원회 위원
- 2020.07~2022.06 제7대 울산광역시의회 후반기 의장
- 2020.09~2022.06 제17대 전국시도의회의장협의회 전반기 정책위원, 후반기 사무총장

## 역대 선거 결과
|  | 31.53% |

|  | 16.40% |

|  | 18.29% |

|  | 49.33% |